# 劉錦昌
劉錦昌（Liu Jinchang，1959年4月12日—），中華民國（台灣）政治人物，出生於社頭鄉，曾代表民主進步黨任彰化縣社頭鄉第十一、十二屆鄉代表及彰化縣議會第十五屆、十六屆、十七屆議員，2014年11月29日當選社頭鄉鄉長。
2007年5月17日，彰化縣議會施政總質詢時間，民主進步黨彰化縣議員梁禎祥指控彰化縣政府新聞局捏造民調稱縣長卓伯源施政滿意度高達8成，把資料丟向新聞局局長陳婉真；新聞局駁斥並未做此民調，議員劉錦昌揚言要把陳婉真趕出議會，陳婉真回批劉錦昌「你凶，我比你還要凶」，於是陳婉真與劉錦昌爆發口角衝突；陳婉真聲明，梁禎祥把文件擲向她，劉錦昌公然毆打她，都令她深感痛心，她保留提告之權利。
2007年7月17日，梁禎祥等11人到彰化縣政府，向代理縣長張瑞濱抗議卓伯源縱容陳婉真出言恐嚇議員並介入民進黨黨務；陳婉真同時到彰化地檢署控告梁禎祥與劉錦昌，並宣布辭職。2007年7月24日，陳婉真向卓伯源提出辭呈，但被卓伯源慰留。

## 政治

### 2009年彰化縣議員選舉
- 彰化縣第六選區（社頭鄉、田中鎮、二水鄉）

| 號次 | 候選人 | 政黨       | 得票數 | 得票率 | 當選標記 |
| ---- | ------ | ---------- | ------ | ------ | -------- |
| 1    | 劉錦昌 | 民主進步黨 | 15,708 | 30.69% |          |
| 2    | 蕭淑芬 | 無黨籍     | 8,452  | 16.51% |          |
| 3    | 洪麗娜 | 中國國民黨 | 8,259  | 16.14% |          |
| 4    | 劉景滄 | 中國國民黨 | 7,020  | 13.71% |          |
| 5    | 蕭永源 | 無黨籍     | 132    | 0.26%  |          |
| 6    | 蕭延青 | 中國國民黨 | 7,136  | 13.94% |          |
| 7    | 陳奭堯 | 中國國民黨 | 4,479  | 8.75%  |          |

### 2014年中華民國鄉鎮市區長選舉
- 彰化縣社頭鄉鄉長選舉

| 號次 | 候選人 | 性別 | 政黨       | 得票數 | 得票率 | 當選標記 |
| ---- | ------ | ---- | ---------- | ------ | ------ | -------- |
| 1    | 蕭延青 | 男   | 中國國民黨 | 9,165  | 36.24% |          |
| 2    | 劉錦昌 | 男   | 民主進步黨 | 15,122 | 59.79% |          |
| 3    | 蕭國章 | 男   | 無黨籍     | 1,005  | 3.97%  |          |

### 2018年中華民國鄉鎮市區長選舉
- 彰化縣社頭鄉鄉長選舉

| 號次 | 候選人 | 性別 | 政黨       | 得票數 | 得票率 | 當選標記 |
| ---- | ------ | ---- | ---------- | ------ | ------ | -------- |
| 1    | 劉錦昌 | 男   | 民主進步黨 | 13,984 | 57.78% |          |
| 2    | 蘇芳蘭 | 女   | 中國國民黨 | 10,214 | 42.21% |          |

## 外部連結
- 劉錦昌（页面存档备份，存于）
- 劉錦昌FACEBOOK